# Closet

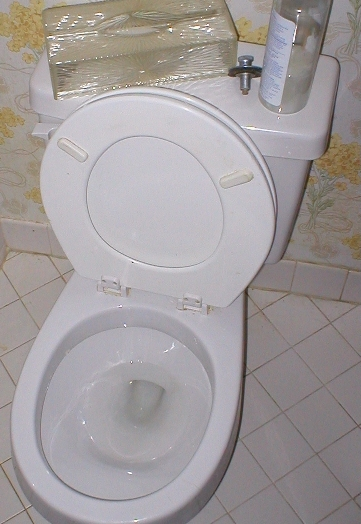
Closet

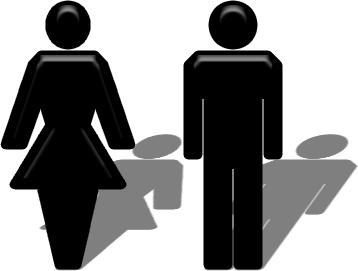
Simbolurile folosite

Closetul este o instalație igienică servind la satisfacerea nevoilor fiziologice de evacuare a urinei și a materiilor fecale.

## Istoric
Precursorul vasului de toaletă actual a fost creat în anul 1596, când britanicul Sir John Harrington (1561-1612) a publicat un studiu în care a descris un prototip al toaletei la care se trage apa, prototip instalat în casa sa din Kelston.

## Răspândire
În anul 2011, o treime din populația lumii nu avea acces la toalete.
Unul dintre cele opt Obiective ale Mileniului pentru dezvoltare, vizează reducerea la jumătate, până în 2015, a numărului de persoane care nu au acces la astfel de dotări.
Cele mai importante dintre persoanele afectate se află în Africa și în Asia de Sud.
În Asia de Sud, 778 de milioane de persoane continuă să folosească toalete în aer liber.